# Хуан I Кастилски
Хуан I Кастилски (на испански: Juan I de Castilla; * 1358, Епила, Арагон; † 9 октомври 1390, Алкала де Енарес, Кастилия) е крал на Кастилия и Леон от 24 август 1379 година. Той е втори крал от династията Трастамара.

## Произход и ранни години
Син е на Енрике II Кастилски и Хуана Мануел. Брат е на Леонор Кастилска.
На 18 юни 1375 година Хуан I се жени за Елеонора Арагонска. Бракът е част от мирния договор между Арагон и Кастилия, който е подписан в Алмасан.
Династията Трастамара идва на власт в Кастилия с помощта на Франция и по-специално на конетабъл Бертран дьо Геклен, който отстранява Педро I Кастилски от престола и поставя там Енрике II Кастилски, баща на Хуан I. Така Франция печели силен морски съюзник в борбата си с Англия в Стогодишната война. Хуан I и неговият баща многократно изпращат кастилската армада в помощ на Франция.
През 1380 година, обединените флоти на Франция и Кастилия, водени от адмирал Фернандо Санчес де Товар, стигат даже до Лондон, опожарявайки редица английски пристанища.

## Управление (1379 – 1390)

### Начало на управлението
В началото на управлението Хуан се сблъсква с претенциите за кастилския трон от страна на Джон Гонт, херцог на Ланкастър, женен за дъщерята на Педро I Жестокия – Констанца Кастилска. В края на краищата е сключен мир; дъщерята на херцога на Ланкастър, Катрин Ланкастър, се омъжва за сина на Хуан I, бъдещия крал Енрике III.

### Война с Португалия
Хуан I два пъти воюва с Португалия. Първата война завършва през 1382 година с мирът от Бадахос, по условията на който Хуан се жени за дъщерята на португалския крал Фернандо I Прекрасни – Беатрис. През следващата година Фернандо I умира, без да остави мъжки наследник. Хуан предявява права към португалския престол по право на Беатрис, но Кортесите избират за крал незаконнородения брат на Фернанду І Прекрасни, Жуау I. Кастилският крал два пъти напада Португалия. През 1384 година неговото нападение завършва с поражение при Атолейруша, а на 14 август 1385 година Хуан в хода на второто си навлизане е разбит в битката при Алжубарота.

### Вътрешна политика
Във вътрешната си политика Хуан е също неуспешен – той не съумява достойно да противостои на галисийските и баските феодали, в резултат на това те фактически не се подчиняват на короната. Хуан I е популярен сред народа, доколкото е красив и отзивчив човек, загрижен за облекчаване участта на обикновените.
През 1388 година, Хуан слага край на борбата си с наследниците на Педро I Жестоки за трона на Кастилия, като жени сина си престолонаследника Енрике III за Каталина, внучка на Педро I.

### Смърт
Хуан I Кастилски умира на 9 октомври 1390 година при буйна езда на току-що подарен му кон. Кралят пада от коня и умира на място, но смъртта му е пазена няколко дни в тайна, докато се уреди всичко около наследника му. Погребан е в параклиса на Новите монарси, в катедралата на Толедо.

## Деца
От първия брак с Елеонора Арагонска има три деца:
- Енрике III (4 октомври 1379 – 25 декември 1406) – крал на Кастилия
- Фернандо I Арагонски (27 ноември 1380, Медина дел Кампо – 2 април 1416, Игуалада) – 17-и крал на Арагон
- Елеонора

От втория брак с Беатрис Португалска има един син:
- Мигел